# 天主教基督城教區
天主教基督城教區（拉丁語：Diocesis Christopolitanus）是新西蘭一個羅馬天主教教區，屬惠靈頓總教區。成立於1887年5月5日。
教區包括南島中部。座位於南島最大城市基督城。2006年有教友62,715人（佔轄區人口12.5%）、五十九個堂區、六十七名司鐸。目前教區主教之位因原主教巴里·斐利伯·瓊斯去世而懸空。